# Ваншейдт, Всеволод Александрович
Всеволод Александрович Ваншейдт (1890—1982) — советский учёный-кораблестроитель, специалист в области судовых двигателей, профессор (1931), заслуженный деятель науки и техники РСФСР (1961).

## Биография
Окончил с серебряной медалью в 1908 году 6-ю Петербургскую гимназию и в 1914 году механическое отделение Петербургского технологического института. Работал на заводе «Людвиг Нобель», в 1925 году руководил проектированием и постройкой первого в СССР двухтактного бескомпрессорного двигателя на заводе «Русский дизель».
В 1929—1930 доцент Ленинградского политехнического института. В 1930—1971 гг. профессор и заведующий кафедрой двигателей внутреннего сгорания Ленинградского кораблестроительного института. Также читал курс лекций в Военно-морской академии.
Доктор технических наук (1946). Автор учебников по теории судовых двигателей внутреннего сгорания.

## Награды и премии
Лауреат Сталинской премии (1952). Заслуженный деятель науки и техники РСФСР (1961).